# جوليا فيليبس
جوليا فيليبس (بالإنجليزية: Julia Phillips)‏ هي منتجة أفلام أمريكية، ولدت في 7 أبريل 1944 في نيويورك في الولايات المتحدة، وتوفيت في 2002 في ويست هوليوود في الولايات المتحدة بسبب سرطان.

## وصلات خارجية
- جوليا فيليبس على موقع IMDb (الإنجليزية)
- جوليا فيليبس على موقع الموسوعة البريطانية (الإنجليزية)
- جوليا فيليبس على موقع أول موفي (الإنجليزية)
- جوليا فيليبس على موقع قاعدة بيانات الأفلام السويدية (السويدية)
- جوليا فيليبس على موقع قاعدة بيانات الفيلم (الإنجليزية)
- جوليا فيليبس على موقع كينوبويسك (الروسية)